# Bahnhof Vrútky
Der Bahnhof Vrútky ist der Personen-Bahnhof in der nordslowakischen Stadt Vrútky. Im wichtigen Eisenbahnknoten zweigt von der zweigleisigen Bahnstrecke Košice–Žilina die Bahnstrecke Salgótarján–Vrútky ab.
In der Stadt existiert als Bahnhofsteil noch der Güterbahnhof Vrútky nákladná stanica.
Der Bahnhof liegt am Paneuropäischen Verkehrskorridor Nr. Va (Bratislava – Žilina – Košice – Uschhorod – Kiew).

## Lage
Der Bahnhof befindet sich unmittelbar nördlich des Stadtzentrums von Vrútky an der Straße Železničná.

## Geschichte
Der Bahnhof wurde am 8. Dezember 1871 als Teil der Hauptstrecke der Kaschau-Oderberger Bahn (Ks.Od.) im damaligen Österreich-Ungarn eröffnet. Mit der Fertigstellung der Strecke Salgótarján–Ruttka durch die Ungarische Staatsbahn im August 1872 wurde er zum Eisenbahnknoten. In unmittelbarer Nähe entstanden ab 1874 Eisenbahnwerkstätten, die bis heute bestehen und gegenwärtig unter dem Namen ŽOS Vrútky bekannt sind.
Von 1950 bis 1954 trug der Bahnhof den Namen Martin-Vrútky.
Die Eisenbahninfrastruktur des Bahnhofs gehört heute der Železnice Slovenskej republiky (ŽSR). Die Züge werden von der Železničná spoločnosť Slovensko (ZSSK) betrieben.

## Kursbuchstrecken
- 170 Vrútky–Zvolen
- 180 Košice–Žilina